# Леппянен, Веса
Ве́са Ле́ппянен (фин. Vesa Leppänen; род. 3 ноября 1951) — финский кёрлингист на колясках.
В составе сборной Финляндии участник зимних Паралимпийских играх 2018 (заняли одиннадцатое место), чемпионатов мира (бронзовые призёры в 2015). Чемпион и призёр чемпионатов Финляндии.
В «командном» кёрлинге на колясках (команда из четырёх человек) играет в основном на позициях первого и второго.

## Достижения
- Чемпионат мира по кёрлингу на колясках: бронза (2015).
- Чемпионат Финляндии по кёрлингу на колясках: золото (2013, 2025), серебро (2010, 2011, 2024), бронза (2012).

## Команды
| Сезон   | Четвёртый          | Третий             | Второй             | Первый             | Запасной        | Тренер        | Турниры                          |
| ------- | ------------------ | ------------------ | ------------------ | ------------------ | --------------- | ------------- | -------------------------------- |
| 2009—10 | Сари Рясянен       | Tarja Hänninen     | Веса Леппянен      | Маркку Карьялайнен |                 |               | ЧФК 2010                         |
| 2010—11 | Маркку Карьялайнен | Сари Карьялайнен   | Веса Леппянен      | —                  |                 |               | ЧФК 2011                         |
| 2011—12 | Маркку Карьялайнен | Веса Леппянен      | Сари Карьялайнен   | —                  |                 |               | ЧФК 2012                         |
| 2012—13 | Веса Леппянен      | Сари Карьялайнен   | Маркку Карьялайнен | —                  |                 |               | ЧФК 2013                         |
| 2014—15 | Маркку Карьялайнен | Сари Карьялайнен   | Мина Мойтахеди     | Туомо Аарникка     | Веса Леппянен   | Анне Малми    | ЧМК 2015                         |
| 2016—17 | Маркку Карьялайнен | Юрьё Яаскеляйнен   | Сари Карьялайнен   | Веса Леппянен      | Riitta Sarosalo | Vesa Kokko    | ЧМК-Б 2016 · ЧМК 2017 (10 место) |
| 2017—18 | Маркку Карьялайнен | Юрьё Яаскеляйнен   | Веса Леппянен      | Сари Карьялайнен   | Riitta Särösalo | Vesa Kokko    | ЗПИ 2018 (11 место)              |
| 2023—24 | Сари Карьялайнен   | Маркку Карьялайнен | Jouni Tähti        | Веса Леппянен      |                 |               | ЧФК 2024                         |
| 2024—25 | Маркку Карьялайнен | Сари Карьялайнен   | Teemu Klasila      | Pekka Palsynaho    | Веса Леппянен   | Juuso Rasanen | ЧМК-Б 2024 (6 место)             |
| 2024—25 | Маркку Карьялайнен | Сари Карьялайнен   | Teemu Klasila      | Веса Леппянен      | Pekka Pälsynaho |               | ЧФК 2025                         |

(скипы выделены полужирным шрифтом)